# Alling Skovgård
 For alternative betydninger, se Alling.
Alling Skovgård er en herregård i Svostrup Sogn, Silkeborg Kommune. Den ligger 10 km nord for Silkeborg og ca. 7 km vest for Fårvang og godt en km syd for Alling Å og sø, og det tidligere Alling Kloster. Alling Skovgård blev udskilt fra Allinggård i 1820 og bestod da af 12½ tønder hartkorn. I 1918 købtes Alling Skovgård af et konsortium, der udskilte Alling Kloster og bl.a. udstykkede 35 husmandsbrug fra ejendommen.
Justitsråd Laurits Nellemann opførte hovedbygning og avlsgård i 1847-1848. Den oprindelige hovedbygning blev i 2009 nedrevet og en ny opført. Der er 115 hektar jord til gården.

## Ejerliste
- 1268-1536 Alling Kloster
- 1661-1821 Samlet med Allinggård
- 1821-1833 Albert Stabell
- 1833-1845 H.E. van Deurs
- 1845-1847 Eduard Warburg
- 1847-1884 Laurits Nellemann, justitsråd
- 1884-1915 Sophus Scavenius Nellemann, højesteretsadvokat
- 1915-1918 Laurits George Hyphoff Nellemann, løjtnant (søn)
- 1918-1919 Konsortium ved J. Hjorth, J. Jespersen, landbrugskandidat og Ewald Jopp, herredsfoged
- 1919-1923 C. H. J. Nymann
- 1923-1959 C. Boye Clausen
- 1959-1977 Andreas Drivsholm og Edith Drivsholm, født Boye Clausen
- 1977-2019 Klaus Drivsholm
- 2019- Jens Drivsholm